# Clonia (ninfa)
Nella mitologia greca, Clonia è una ninfa naiade, associata alla mitologia di Tebe. Probabilmente figlia del dio-fiume Asopo, divenne con Ireo la madre di Lico e Nitteo, che furono reggenti della città di Tebe.
In altre versioni, Lico e Nitteo sono invece figli di Clonia e Ctonio, uno degli Sparti, o del dio Poseidone e della pleiade Celeno.